# Старое Ямкино
Ста́рое Я́мкино (тат. Иске Әнҗерә) — село в Алькеевском районе Республики Татарстан, в составе Борискинского сельского поселения.

## География
Высота над уровнем моря — 112 м.

### Климат
Климат в селе умеренно-континентальный, Dfb по классификации Кёппена. Средняя температура воздуха — 5,0 °C, среднегодовое количество осадков — 638мм.

## История
В «Списке населенных мест по сведениям 1859 года», изданном в 1866 году, населённый пункт упомянут как казённая деревня Ямкина 2-го стана Спасского уезда Казанской губернии. Располагалась при речке Абзерке, по левую сторону коммерческого Самарского тракта, в 68 верстах от уездного города Спасска и в 23 верстах от становой квартиры в казённой деревне Базарные Матаки. В деревне в 123 дворах жили 759 человек (344 мужчины и 415 женщин). Была мечеть.

## Население
| 1782 | 1859 | 1897 | 1908 | 1920 | 1926 | 1938 | 1949 | 1958 | 1970 | 1979 | 1989 | 2002 | 2010 | 2015 |
| ---- | ---- | ---- | ---- | ---- | ---- | ---- | ---- | ---- | ---- | ---- | ---- | ---- | ---- | ---- |
| 100  | 696  | 1202 | 1503 | 1476 | 826  | 584  | 492  | 559  | 717  | 511  | 281  | 284  | 238  | 275  |

Национальный состав
Согласно результатам переписи 2002 года, в национальной структуре населения села татары составляли 100% из 284 человек.

## Инфраструктура
Библиотека, магазин. В селе 6 улиц и 1 переулок.